# Stephen Baidoo
Stephen Baidoo (Sekondi-Takoradi, 25 febbraio 1976) è un ex calciatore ghanese, di ruolo centrocampista.

## Carriera

### Club
Ha giocato nel campionato ghanese e turco.

### Nazionale
Con la maglia della Nazionale ha esordito nel 1994, collezionando, oltre a 24 presenze, due convocazioni alla Coppa d'Africa e una alle Olimpiadi, nel 1996.